# Mollerup (Aarhus)
 For alternative betydninger, se Mollerup. (Se også artikler, som begynder med Mollerup)
Mollerup (ved Lisbjerg og Skejby) i Lisbjerg Sogn og Aarhus Kommune, er en gammel landsby beliggende ved Egåen i Egådalen. Et par gamle gårde eksisterer stadigvæk og bliver brugt til hhv. beboelse og klublokaler for Mollerup Golfklub. Byens jord bruges nu til golf og div. virksomheder. Endvidere er etableret en skov ved navn Mollerup Skov. En kirkesti (til Lisbjerg) løber gennem det gamle Mollerup.
|  | Denne artikel om lokaliteten Mollerup (Aarhus) kan blive bedre, hvis der indsættes et (bedre) billede. Du kan hjælpe ved at afsøge Wikimedia Commons for et passende billede eller lægge et op på Wikimedia Commons med en af de tilladte licenser og indsætte det i artiklen. |

56°12′47″N 10°11′42″Ø / 56.21306°N 10.19500°Ø